# Pagurotanais guitarti
Pagurotanais guitarti is een naaldkreeftjessoort uit de familie van de Pagurapseudidae. De wetenschappelijke naam van de soort is voor het eerst geldig gepubliceerd in 1976 door Gutu & Gomez.